# Le Fils de Monte-Cristo
Pour plus de détails, voir Fiche technique et Distribution.
Le Fils de Monte-Cristo (The Son of Monte Cristo) est un film américain réalisé par Rowland V. Lee en 1940.

## Synopsis
L'action se passe en 1865. Gurko Lanen, commandant des forces armées du Lichtenburg est devenu le dirigeant de fait du pays, malgré l'opposition de la Grande Duchesse Zona et de son premier ministre, le Baron Von Neuhoff. Ce dernier confie à la souveraine le soin d'approcher Napoléon III afin qu'il intervienne militairement pour chasser Gurko. Trahi par son secrétaire Stadt, Von Neuhoff est emprisonné et Zona poursuivie. Malgré l'intervention fortuite et incognito du Comte de Monte-Cristo qui tombe sous le charme de la jeune femme, cette dernière est reconduite au palais. À l'occasion d'une rafle, Monte-Cristo entre en relation avec la résistance qui publie un journal clandestin, "la Torche". Nous apprenons alors que Monte-Cristo est en mission au Lichtenburg afin de négocier un prêt important avec Gurko. 
L'occasion pour lui de s'infiltrer au palais, de tenter de libérer Von Neuhoff, et de revoir Zona est donc toute trouvée, il s'y présente sous l'aspect d'un banquier farfelu, dandy et non violent. Grâce à la complicité d'un officier de la garde acquit à la résistance et qui connaît les passages secrets du palais, Monte Cristo parviendra à faire évader Von Neuhoff. Gurko fomente alors un plan machiavélique : il signe un accord avec la Russie qui lie l'obtention d'un prêt d'argent au maintien de l'ordre et à la présence du général  à la tête du pays. Parallèlement, Gurko demande la main de Zona. Celle-ci refuse, mais quand le général lui annonce l'accord, elle accepte contre son gré afin d'empêcher le pays de sombrer dans le chaos. 
Monte-Cristo et la résistance, après avoir subtilisé la copie russe de l'accord, vont alors s'efforcer d'empêcher ce mariage.

## Fiche technique
- Titre : Le Fils de Monte-Cristo
- Titre original : The Son of Monte Cristo
- Réalisation : Rowland V. Lee, assisté de Lambert Hillyer
- Scénario : George Bruce
- Production : Rowland V. Lee et Edward Small (producteur exécutif)
- Studio de production : Edward Small Productions
- Musique : Edward Ward
- Photographie : George Robinson
- Montage : Arthur Roberts
- Décors : John DuCasse Schulze
- Costumes : Edward P. Lambert
- Pays de production :  États-Unis
- Langue : anglais
- Genre : Aventures
- Format : Noir et blanc - Son : Mono (Western Electric Sound System)
- Durée : 102 minutes
- Dates de sortie : 
  - États-Unis : 5 décembre 1940 New York (première)
  - États-Unis : 10 janvier 1941
  - France : 21 août 1946

## Distribution
- Louis Hayward : Edmond Dantes Jr.
- Joan Bennett : Grande Duchesse Zona de Lichtenburg
- George Sanders : Général Gurko Lanen
- Florence Bates : Comtesse Mathilde Von Braun
- Lionel Royce : Colonel Zimmerman
- Montagu Love : Premier ministre Baron Von Neuhoff
- Ian Wolfe : Conrad Stadt
- Clayton Moore : Lieutenant Fritz Dorner
- Ralph Byrd : William Gluck
- Georges Renavent : Marquis de Chatante, ambassadeur de France
- Michael Visaroff : Prince Paul Pavlov, ambassadeur de Russie
- Rand Brooks : Hans Mirbach
- Theodore von Eltz : Capitaine
- James Seay : Lieutenant Stone
- Henry Brandon : Sergent Schultz
- Charles Trowbridge : Prêtre
- Lionel Belmore : Hercules Snyder, propriétaire de l'auberge
- Wyndham Standing : Chambellan

Acteurs non crédités
- Lawrence Grant : Baron
- Alberto Morin : Ami de Von Neuhoff